# 米哈烏·熱夫瓦科夫
米哈乌·热夫瓦科夫（波蘭語：Michał Żewłakow；1976年4月22日—）是一位已退役的波蘭足球運動員。在場上的位置是中後衛。他效力過的最後一家球隊是華沙萊吉亞足球俱樂部。他也是波蘭國家足球隊的一員，曾經擔任波蘭國家足球隊隊長並曾是波蘭國家足球隊史上出場次數最多的球員，最後留下102場出賽、3進球的成績，出賽場次為國家隊隊史第三名。

## 俱樂部生涯
1976年4月熱夫瓦科夫出生於華沙，他在華沙波蘭人足球俱樂部效力了八年，並在1996-97賽季打入一隊。